# Hasbergen
Hasbergen là một đô thị của huyện Osnabrück, bang Niedersachsen, Đức. Đô thị này có diện tích 21,37 km². Hasbergen nằm ở rừng Teutoburg, cự ly khoảng 7 km về phía tây của Osnabrück.